# Ampiroxicam
Ampiroxicam (INN) là thuốc chống viêm không steroid (NSAID). Nó là một tiền chất của piroxicam.